# Mykola Kucharewytsch
Mykola Ihorowytsch Kucharewytsch (ukrainisch Микола Ігорович Кухаревич; * 1. Juli 2001 in Udryzk) ist ein ukrainischer Fußballspieler, der als Mittelstürmer bei Swansea City unter Vertrag steht.

## Karriere

### Verein
Mykola Kucharewytsch begann seine Karriere als Jugendspieler von Wolyn Luzk. Im Februar 2020 wechselte er aus der U19-Mannschaft von Luzk zum ukrainischen Zweitligisten Ruch Lwiw. In der Rückrunde der Saison 2019/20 verhalf er dem Verein mit zwei Toren in sechs Spielen der Perscha Liha zum Aufstieg als Vizemeister hinter dem FK Mynaj in die erste Liga. In der folgenden Erstligasaison traf Kucharewytsch in 18 Ligaspielen zweimal.
Im Juli 2021 wechselte Kucharewytsch für eine Ablösesumme von 300.000 € zum ES Troyes AC nach Frankreich. Nachdem er in der Ligue 1 in den Spielen gegen Paris Saint-Germain und Racing Straßburg im August 2021 als Einwechselspieler auftrat, wurde er am letzten Tag des Transferfensters für ein Jahr nach Belgien zu den Oud-Heverlee Löwen verliehen. In zehn Spielen blieb er der junge Stürmer in der Spielzeit 2021/22 ohne Tor.
Im September 2022 wechselte Kucharewytsch bis zum Ende der Saison 2022/23 auf Leihbasis zum schottischen Erstligisten Hibernian Edinburgh.
Ende Juli 2023 wechselte er zu Swansea City in die EFL Championship.

### Nationalmannschaft
Mykola Kucharewytsch debütierte im November 2020 in der Ukrainischen U21-Nationalmannschaft gegen Malta und erzielte beim 4:1-Sieg zwei Tore.